# Варваровка (Крым)
Варва́ровка (укр. Варварівка, крымскотат. Qır İçki, Къыр Ички) — село в Советском районе Республики Крым, входит в состав Краснофлотского сельского поселения (согласно административно-территориальному делению Украины — Краснофлотского сельского совета Автономной Республики Крым).

## Население
| 2001 | 2014 |
| ---- | ---- |
| 589  | ↗595 |

Всеукраинская перепись 2001 года показала следующее распределение по носителям языка
| Язык             | Процент |
| ---------------- | ------- |
| русский          | 65.03   |
| крымскотатарский | 26.66   |
| украинский       | 6.45    |
| другие           | 0.68    |

### Динамика численности
| - 1915 год — 0 чел. - 1926 год — 24 чел. - 1989 год — 660 чел. | - 2001 год — 589 чел. - 2009 год — 550 чел. - 2014 год — 595 чел. |

## Современное состояние
На 2017 год в Варваровке числится 3 улицы — Виноградная, Ленина и Широкая; на 2009 год, по данным сельсовета, село занимало площадь 94,3 гектара на которой, в 180 дворах, проживало 550 человек. В селе действуют сельский клуб, библиотека-филиал № 2, фельдшерско-акушерский пункт, мечеть «Къыр Ички джамиси», салон красоты «Варвара Краса». Село газифицировано.

## География
Варваровка — село в центре района, в степном Крыму, высота центра села над уровнем моря — 24 м. Ближайшие сёла — Лебединка в 2 км на северо-запад и Коломенское в 2 км на юг. Райцентр Советский — примерно в 7 километрах (по шоссе) на северо-восток, там же ближайшая железнодорожная станция — Краснофлотская (на линии Джанкой — Феодосия). Транспортное сообщение осуществляется по региональной автодороге 35Н-561 Лебединка — Варваровка до шоссе 35А-001 граница с Украиной — Джанкой — Феодосия — Керчь (по украинской классификации — С-0-11423).

## История
Впервые в доступных источниках поселение встречается в Статистическом справочнике Таврической губернии 1915 года, согласно которому на немецком хуторе Варваровка Андреевской волости Феодосийского уезда числился 1 двор без населения.
После установления в Крыму Советской власти, по постановлению Крымревкома № 206 «Об изменении административных границ» от 8 января 1921 года была упразднена волостная система и село вошло в состав Ичкинского района Феодосийского уезда, а в 1922 году уезды получили название округов. 11 октября 1923 года, согласно постановлению ВЦИК, в административное деление Крымской АССР были внесены изменения, в результате которых округа были отменены, Ичкинский район упразднили, включив в состав Феодосийского в состав которого включили и село. Согласно Списку населённых пунктов Крымской АССР по Всесоюзной переписи 17 декабря 1926 года, на хуторе Варваровка, Ичкинского сельсовета Феодосийского района, числилось 7 дворов, все крестьянские, население составляло 24 человек, из них 22 русских и 9 украинцев. Постановлением ВЦИК «О реорганизации сети районов Крымской АССР» от 30 октября 1930 года Феодосийский район был упразднён и создан Сейтлерский район (по другим сведениям 15 сентября 1931 года), в который включили село, а с образованием в 1935 году Ичкинского — в состав нового района. По данным всесоюзная перепись населения 1939 года в селе проживало 231 человек.
После освобождения Крыма от фашистов, 12 августа 1944 года было принято постановление № ГОКО-6372с «О переселении колхозников в районы Крыма» и в сентябре 1944 года в район приехали первые новоселы (180 семей) из Тамбовской области, а в начале 1950-х годов последовала вторая волна переселенцев из различных областей Украины. С 25 июня 1946 года Варваровка в составе Крымской области РСФСР, а 26 апреля 1954 года Крымская область была передана из состава РСФСР в состав УССР. Время включения в Краснофлотский сельсовет пока не установлено: на 15 июня 1960 года село уже числилось в его составе. Указом Президиума Верховного Совета УССР «Об укрупнении сельских районов Крымской области», от 30 декабря 1962 года Советский район был упразднён и село присоединили к Нижнегорскому. 8 декабря 1966 года Советский район был восстановлен и село вновь включили в его состав. По данным переписи 1989 года в селе проживало 660 человек. С 12 февраля 1991 года село в восстановленной Крымской АССР, 26 февраля 1992 года переименованной в Автономную Республику Крым. С 21 марта 2014 года в составе Крыма аннексирована Россией.